# Tigran Hovakimyan
Tigran Hovakimyan (* 15. dubna 1989 Arménská SSR, SSSR) je český stand-up komik, herec a moderátor, ale živí se i jako učitel v autoškole. Účinkuje či účinkoval v pořadech Na stojáka, Comedy Club, Stand-up Factory, Filmáč i v talk-show Clubovna podcast. Jako moderátor působil v pořadech Tos neviděl! a O papíry. Jako herec se objevil ve filmu Armáda lupičů (2021) v roli policisty.
S rodiči emigroval do Česka z Arménie ve věku šesti let. Žije v Praze 13. S manželkou Alinou mají dvě děti.

## Filmografie
- 2014 – Underground Comedy (stand-up show)
- 2016 – Comedy club (stand-up show)
- 2016 – ZOO (povídkový film)
- 2017 – Cizinci v Česku (dokument)
- 2017–dosud –⁠ Na stojáka (stand-up show)
- 2018 – Stand-up Factory (stand-up show)
- 2018 – O papíry (talkshow)
- 2019 – Modrý kód (TV seriál)
- 2021 – Clubovna podcast (talkshow)
- 2021 – Armáda lupičů
- 2021 – My, kteří kráčíme stíny (horror)
- 2022 – 1. MISE (TV seriál)
- 2022 – Poslední světlo (seriál USA)
- 2022 – Nejen podcast (talkshow)